# Centar Župa (kommun)
Centar Župa (makedonska: Центар Жупа) är en kommun i Nordmakedonien. Den ligger i den västra delen av landet, 90 km sydväst om huvudstaden Skopje. Antalet invånare är 6 519. Arean är 107 kvadratkilometer. Centar Župa är huvudort.